# فرودگاه ساول
فرودگاه ساول (به انگلیسی: Saül Airport) یک فرودگاه با کد یاتا XAU است که یک باند فرود سنگفرش دارد و طول باند آن ۱۲۰۰ متر است. این فرودگاه در کشور گویان قرار دارد و در ارتفاع ۲۲۴ متری از سطح دریا واقع شده است.

## شرکت‌های هواپیمایی و مقصدهای پروازی
| شرکت‌های هواپیمایی  | مقصدهای پروازی           |
| ------------------ | ------------------------ |
| Air Guyane Express | کاین رشابوو، ماریپاسئولا |